# 삼성 갤럭시 노트20
삼성 갤럭시 노트20(영어: Samsung Galaxy Note 20)과 삼성 갤럭시 노트20 울트라(영어: Samsung Galaxy Note 20 Ultra)는 2020년 8월 5일 공개된 삼성전자의 안드로이드 기반 스마트폰이며, 삼성 갤럭시 노트10의 후속 제품이다.

## 디스플레이
디스플레이는 삼성 갤럭시 노트20(Samsung Galaxy Note 20)이 평면 스크린을 그리고 삼성 갤럭시 노트20 울트라(Samsung Galaxy Note 20 Ultra)는 엣지 스크린을 채용했다. 삼성 갤럭시 노트20의 평면 스크린은 매우 드문 이례적인 제품 스펙으로 3년만의 출시작이다.

## 같이 보기
- 삼성 갤럭시 S20
- 삼성 갤럭시 폴드
- 삼성 갤럭시 노트 시리즈
- 삼성 갤럭시 노트10